# مارک باروز
مارک باروز (انگلیسی: Marc Burrows; ۱۵ اکتبر ۱۹۷۸ – ۹ فوریهٔ ۲۰۰۹) بازیکن فوتبال اهل بریتانیا بود.
از باشگاه‌هایی که در آن بازی کرده‌است می‌توان به باشگاه فوتبال کاوز اسپورتز و باشگاه فوتبال ایستلی اشاره کرد.